# 烏克蘭武裝部隊總司令
烏克蘭武裝部隊總司令（烏克蘭語：Головнокомандувач Збройних Сил України）是烏克蘭武裝部隊最高軍事領導人，其通過烏克蘭武裝部隊總參謀部直接指揮武裝部隊的運作，並由烏克蘭武裝部隊最高統帥及其領導的軍事政治團隊負責統領。
總司令的主要職責是組織和準備烏克蘭武裝部隊及其他防衛力量，以應對外來武裝侵略，並在戰爭中進行直接指揮。烏克蘭國防部負責軍隊的資源供應和防務政策的制定；而確定防衛力量的需求、資源分配、戰略規劃和技術裝備等，則由烏克蘭武裝部隊總參謀部負責。

## 法律地位
烏克蘭武裝部隊總司令負責直接指揮烏克蘭武裝部隊，掌控軍隊的軍事技術、武器及其他資源的供應狀況，並向烏克蘭總統及烏克蘭國防部長報告國防領域軍事戰略目標的實施情況。
《烏克蘭武裝部隊法》規定，直接軍事指揮的職責包括推動烏克蘭武裝部隊的發展，技術裝備的提升，戰備的準備及全面保障，並確定其作戰的基本原則及管理方式。
2020年3月27日，根據2018年6月21日版《烏克蘭武裝部隊法》第8條，和烏克蘭總統2020年3月27日的命令；烏克蘭武裝部隊總司令的職位從烏克蘭武裝部隊參謀總長的職位中分離出來。

## 職權
烏克蘭武裝部隊總司令的職權（經烏克蘭總統批准）如下：
| 指揮職能：                                                                                             | - 直接指揮烏克蘭武裝部隊； - 負責烏克蘭武裝部隊的運作及其他防衛力量的指揮，這些部隊和資源已被移交至他的指揮之下； - 監督烏克蘭武裝部隊及計劃移交給他的其他防衛力量的備戰狀態，以確保其能夠執行國防任務； |
| 確認烏克蘭武裝部隊的作戰力量和資源配置，並將其移交給聯合部隊指揮官。                                   | |
| 組織管理：                                                                                             | - 確保烏克蘭武裝部隊及移交給他指揮的其他防衛力量的作戰能力保持良好狀態； - 監控烏克蘭武裝部隊的軍事技術、武器及其他物資和資源的保障； - 組織烏克蘭武裝部隊與其他防衛力量的聯合訓練，以確保其具備完成國防任務所需的聯合作戰能力； - 制定並提交《烏克蘭武裝部隊戰略使用計劃》和《抵禦武裝侵略的其他防衛力量戰略計劃》供批准。      |
| 向烏克蘭總統和國防部長報告武裝部隊在國防領域的軍事戰略目標的實現情況，以及這些部隊的作戰能力維護狀況。 | |
| 批准權限：                                                                                             | - 批准由下屬軍事管理機構制定的各種文件（如：學說、指導方針、標準等），這些文件涉及烏克蘭武裝部隊的發展和保障；同時核准與其他防衛力量相關的文件，特別是涉及他們作戰能力的發展文件； - 批准有關烏克蘭武裝部隊及其他防衛力量在執行國防任務時的作戰指導文件（如：學說、指導方針、標準等）； - 批准烏克蘭武裝部隊不同兵種的指揮條例。 |
| 針對其職責範圍內的事項，發佈必須在烏克蘭武裝部隊和其他防衛力量中執行的命令和指令。                     | |
| 設立並授予烏克蘭武裝部隊總司令的榮譽胸章給予軍人、烏克蘭武裝部隊的職員及其他人士。                     | |
| 按照規定提交有關軍人、烏克蘭武裝部隊職員及其他人士的表彰申請，並提議向國防部授予國家獎項和鼓勵性獎章。 | |
| 根據烏克蘭法律和基於這些法律所頒布的法規文件，履行其他職責。                                           | |

## 總司令辦公室
自2020年起，烏克蘭武裝部隊總司令的職責由總司令辦公室全面承擔。這個軍事管理部門的權限涵蓋整個烏克蘭。
部門的功能單位包括：
- 總司令辦公室運營支援部（助理辦公室）
- 顧問團辦公室
- 國家機密保護部
- 禮賓部
- 戰略通信辦公室
- 內部監察部
- 反腐敗預防與檢測辦公室
- 軍事法紀總局
- 軍事牧師服務處

## 授予榮譽
烏克蘭武裝部隊總司令授予的榮譽徽章包括：自2021年12月23日起，有「功勳十字勳章」、「勇敢十字勳章」、「金十字勳章」、「銀十字勳章」、「鋼鐵十字勳章」、「軍事榮譽十字勳章」、「戰鬥十字勳章」、「不屈不撓勳章」、「拯救生命勳章」和「軍事貢獻勳章」；自2023年7月9日起，新增「忠誠服務徽章」、「榮譽與紀念徽章」及「烏克蘭武裝力量最佳士官長（軍士）徽章」等徽章。
這些榮譽徽章是根據2021年12月23日烏克蘭武裝部隊總司令第411號命令《關於烏克蘭武裝力量總司令榮譽徽章》設立的，並於2022年6月1日正式生效。在此之前，總司令一直使用總參謀長的獎勵制度。

## 袖章
自2019年起，烏克蘭武裝部隊總司令在左臂佩戴一個特別的袖章，該袖章的設計包括兩根交叉的權杖。這個設計是基於波蘭-立陶宛聯邦的兩個職位徽章——波蘭王國大元帥與立陶宛大元帥的紋章而創作的。

武裝部隊總司令辦公室袖章（右袖）
武裝部隊總司令袖章徽（左袖）

## 總司令列表
| 任次 | 肖像              | 姓名                                           | 就职          | 离职          | 任职时间       | Ref                 |
| ---- | ----------------- | ---------------------------------------------- | ------------- | ------------- | -------------- | ------------------- |
| 1    | 魯斯蘭·霍姆恰克   | 上將 魯斯蘭·霍姆恰克 （1967年6月5日年出生）    | 2020年3月27日 | 2021年7月27日 | 1年4个月       | [ 9 ]               |
| 2    | 瓦列里·扎盧日內   | 上將 瓦列里·扎盧日內 （1973年7月8日年出生）    | 2021年7月27日 | 2024年2月8日  | 2年6个月又12天 | [ 9 ] [ 10 ] [ 11 ] |
| 3    | 亞歷山大·瑟爾斯基 | 上將 亞歷山大·瑟爾斯基 （1965年7月26日年出生） | 2024年2月8日  | 现任          | 1年1个月又14天 | [ 12 ]              |

## 副總司令列表
| 任次 | 任期            | 姓名                                         | 就职          | 离职 | 任职时间       | Ref    |
| ---- | --------------- | -------------------------------------------- | ------------- | ---- | -------------- | ------ |
| 1    | 葉夫根·莫伊修克 | 中將 葉夫根·莫伊修克 （1979年10月7日年出生） | 2021年7月29日 | 现任 | 3年7个月又22天 | [ 13 ] |